# Třída O'Brien
Třída O'Brien byla třída torpédoborců námořnictva Spojených států amerických. Celkem bylo postaveno šest jednotek této třídy. Torpédoborce byly nasazeny za první světové války, mezi válkami byly dva převedeny k pobřežní stráži a ve 30. letech všechny vyřazeny.

## Stavba
Stavba této třídy byla hrazena ve finančním roce 1913. Novinkou bylo zavedení 533mm torpédometů, oproti ráži 450 mm u starších plavidel. V letech 1913–1915 bylo postaveno celkem šest torpédoborců této třídy. Do stavby byly zapojeny loděnice Fore River v Quincy, Cramp ve Filadelfii, Bath Iron Works v Bathu a New York Shipbuilding v Camdenu.
Jednotky třídy O'Brien:
| Jméno                 | Loděnice        | Založení kýlu | Spuštěna          | Vstup do služby | Osud                                                                    |
| --------------------- | --------------- | ------------- | ----------------- | --------------- | ----------------------------------------------------------------------- |
| USS O'Brien (DD-51)   | Cramp           | září 1913     | 20. července 1914 | květen 1915     | Vyřazen 1935.                                                           |
| USS Nicholson (DD-52) | Cramp           | září 1913     | 19. srpna 1914    | duben 1915      | Vyřazen 1936.                                                           |
| USS Winslow (DD-53)   | Cramp           | říjen 1913    | 11. února 1915    | srpen 1915      | Vyřazen 1936.                                                           |
| USS McDougal (DD-54)  | Bath Iron Works | červenec 1913 | 22. dubna 1914    | květen 1914     | Roku 1924 převeden k pobřežní stráži (CG-6), 1933 vrácen, 1934 vyřazen. |
| USS Cushing (DD-55)   | Fore River      | září 1913     | 16. ledna 1915    | srpen 1915      | Vyřazen 1936.                                                           |
| USS Ericsson (DD-56)  | New York SB     | listopad 1913 | 22. srpna 1914    | srpen 1915      | Roku 1924 převeden k pobřežní stráži (CG-5), 1934 vrácen a vyřazen.     |

## Konstrukce

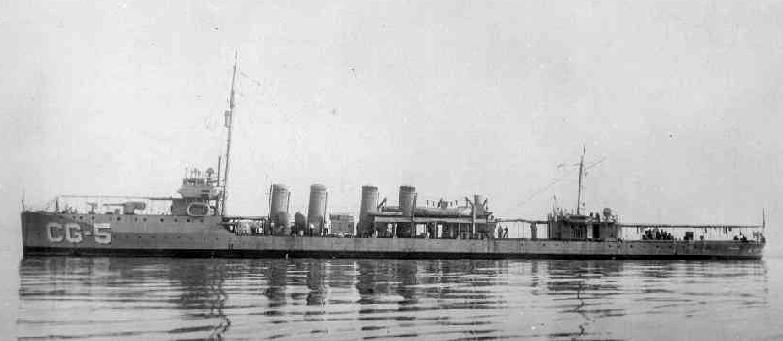
CG-5 (ex Ericsson)

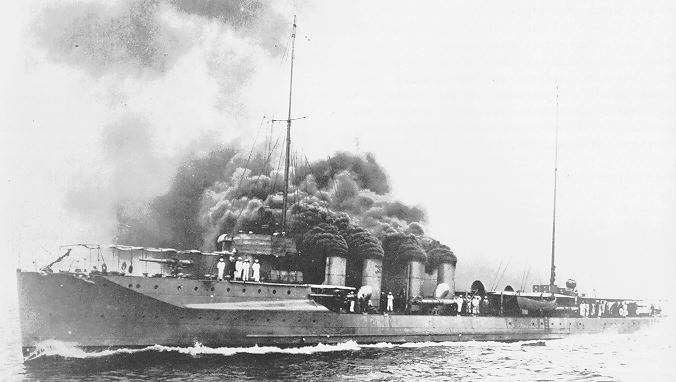
USS McDougal (DD-54)

Základní výzbroj tvořily čtyři 102mm kanóny Mk.IX v jednohlavňových postaveních a čtyři dvojhlavňové 533mm torpédomety. Za války byly přidány dvě skluzavky hlubinných pum a jeden vrhač (Y-gun).
Pohonný systém byl u jednotlivých plavidel řešen odlišně. První skupina (DD-51 až 53) měla dvě parní turbíny Zoelly, dva parní stroje (VTE) pro cestovní rychlost a čtyři kotle White Foster. Druhá skupina (DD-54, 56) měla dvě parní turbíny Zoelly, jeden parní stroj (VTE) pro cestovní rychlost a čtyři kotle White Foster. Konečně poslední (DD-55) měl dvě parní turbíny Zoelly, dvě parní turbíny pro cestoví rychlost a čtyři kotle White Foster. Lodní šrouby byly dva. Výkon pohonného systému byl 17 000 hp. Nejvyšší rychlost dosahovala 29 uzlů.

## Služba
Všech šest plavidel bylo ve službě za první světové války. Žádný nebyl ztracen. Torpédoborec Nicholson se 17. listopadu 1917, společně s USS Fanning (DD-37 třídy Paulding, podílel na potopení německé ponorky SM U-58, což bylo historicky první vítězství amerického námořnictva nad ponorkou. Po zahájení americké prohibice byla dvě plavidla převedena k pobřežní stráži a podílela se na pronásledování pašeráckých lodí. Po zrušení prohibice byly vráceny námořnictvu. V letech 1934–1936 byly vyřazeny.